# Tramway (Carolina del Norte)
Tramway es un área no incorporada ubicada del condado de Lee en el estado estadounidense de Carolina del Norte.